# Astracantha acetabulosa
Astracantha acetabulosa är en ärtväxtart som först beskrevs av C.C.Towns., och fick sitt nu gällande namn av Dieter Podlech. Astracantha acetabulosa ingår i släktet Astracantha och familjen ärtväxter. IUCN kategoriserar arten globalt som starkt hotad. Inga underarter finns listade i Catalogue of Life.